# Synhalonia
Synhalonia ist eine Gattung aus der Familie der Apidae innerhalb der Bienen. Auf Deutsch werden diese Bienen „Langhornbienen“ genannt, der deutsche Name gilt jedoch auch für verwandte Gattungen und entspricht der Tribus Eucerini. Manchmal wird die Gattung Synhalonia als Untergattung oder Synonym von Eucera aufgefasst.
Die Gattung hat über 100 Arten, die in der Neuen und Alten Welt vorkommen. In der West-Palaearktis gibt es 28 Arten. Nur zwei Arten gibt es in Mitteleuropa.

## Merkmale
Synhalonia-Bienen sind relativ groß, etwa 9 bis 19 mm lang. Sie ähneln den Pelzbienen. Die Männchen haben stark verlängerte Antennen (manchmal fast Körperlänge) und einen gelb gezeichneten Kopfschild. Die Weibchen haben meist helle Haarbinden an den Tergiten und dichte Sammelbehaarung an den Hinterbeinen. Im Vorderflügel sind drei Cubitalzellen.

## Lebensweise
Die Arten der Gattung Synhalonia sind solitäre, pollensammelnde und nestbauende Bienen. Sie sammeln Pollen von verschiedenen Pflanzen, sind also polylektisch. Sie nisten in selbst gegrabenen Nestern im Boden.

## Systematik
Synhalonia ist nahe verwandt mit Eucera oder gehört sogar in diese Gattung. Näheres siehe bei Eucerini.

## Arten
Europäische Arten, Liste nicht vollständig, im Wesentlichen nach.
- Synhalonia alterans, Spanien, Portugal, Frankreich, Balkan, Griechenland, Türkei, Syrien, Israel, Nordafrika,
- Synhalonia hungarica, Spanien, Italien, Schweiz (Wallis), Österreich (Burgenland und Niederösterreich), Tschechien, Slowakei, Ungarn, Griechenland, Kreta, Türkei, Israel, bis zum Kaukasus.[2][3]
- Synhalonia lucasi, Griechenland, Türkei, Nord-Afrika
- Synhalonia mediterranea, Spanien, Griechenland, Israel, Libyen
- Synhalonia plumigera, Griechenland, Rumänien, Türkei, Naher Osten
- Synhalonia pollinaris, Ungarn, Rumänien, Ukraine, Türkei
- Synhalonia quilisi, Spanien incl. Balearen
- Synhalonia rufa, Spanien, Frankreich, Kroatien, Griechenland, Israel, Türkei, Nord-Afrika
- Synhalonia tricincta, Portugal, Spanien, Italien, Tschechien, Slowakei, Ungarn, Ukraine, Griechenland, Türkei, Naher Osten, Nord-Afrika, (unklare Meldung für Österreich[3])
- Synhalonia zeta, Griechenland, Türkei, Naher Osten